# Luceria
- Luceria est une ancienne cité romaine des Apennins du nord, située dans la commune de Canossa (dans l'actuelle Émilie-Romagne Italie), sur la rive droite de l'Enza.
- Luceria (aujourd'hui Lucera) est une colonie romaine fondée dans les Pouilles en 314 av. J.-C., au moment où les Romains tentent de prendre les Samnites à revers.